# Tmesisternus viridis
Tmesisternus viridis är en skalbaggsart som beskrevs av Raffaello Gestro 1876. Tmesisternus viridis ingår i släktet Tmesisternus och familjen långhorningar.
Artens utbredningsområde är Irian Jaya. Inga underarter finns listade i Catalogue of Life.